# Yoshiyuki Okamura
Yoshiyuki Okamura (岡村 善行 Okamura Yoshiyuki?,  Nagoya, Prefectura de Aichi, 16 de junio de 1947), también conocido como Buronson (武論尊?) o Shō Fumimura (史村 翔 Fumimura Shō?), es un mangaka japonés, principalmente conocido por su obra Hokuto no Ken.

## Biografía
Okamura se graduó de la Escuela de Entrenamiento de la Fuerza Aérea Japonesa en 1967 y sirvió como mecánico de radares. En 1969 se retiró de la Fuerza Naval Japonesa y fue pronto contratado como asistente de Hiroshi Motomiya. Empezó su carrera de Manga cuando escribió Pink Punch: Miyabi en 1972, ilustrado por Goro Sakai. En 1975, escribió su primer éxito, The Doberman Detective, ilustrado por Shinji Hiramatsu. En 1983, hizo su debut con Hokuto no Ken, ilustrado por Tetsuo Hara y fue publicado por la revista Shōnen Jump.
En 1989, su historia Ōrō fue publicada en la revista Animal Magazine, ilustrado por Kentarō Miura, y en 1990 hicieron también una secuela titulada Ōrō Den. También colaboró con el artista Ryōichi Ikegami en varios trabajos como Strain, Human y Sanctuary. Dentro de sus otros trabajos mayores esta The Phantom Gang, ilustrado por Kaoru Shintani.

## Obras
- Pink Punch: Miyabi (1972, ilustrado por Gorō Sakai)
- Doberman Deka (1975, 18 volúmenes, ilustrado por Shinji Hiramatsu)
- Hokuto no Ken (de 1983 a 1988, 27 volúmenes, ilustrado por Tetsuo Hara). Licenciada por Planeta cómic
- Mammoth (de 1984 a 1988, 9 volúmenes, ilustrado por Konari Tataki)
- Maji da yo!! (de 1988 a 1989, 2 volúmenes, ilustrado por Yuzuki Hikaru)
- Ōrō (1989, ilustrado por Kentarō Miura)
- Ōrō Den (1990, ilustrado por Kentarō Miura)
- Japan (1992, 1 volumen, ilustrado por Kentarō Miura). Licenciada por Mangaline.
- Short Program 3 (de 1992 a 2007, 1 volúmenes, ilustrado por Mitsuru Adachi)
- Mushimushi Korokoro (de 1993 a 1996, 11 volúmenes, ilustrado por Tsuyoshi Adachi)
- Kyoko (1996, 2 volúmenes, ilustrado por Ryōichi Ikegami)
- Odyssey (1996, 3 volúmenes, ilustrado por Ryōichi Ikegami)
- Strain (de 1997 a 1998, 5 volúmenes, ilustrado por Ryōichi Ikegami)
- Human
- Heat (de 1999 a 2004, 17 volúmenes, ilustrado por Ryōichi Ikegami)
- Sanctuary (de 1990 a 1995, 12 volúmenes, ilustrado por Ryōichi Ikegami). Licenciada por Planeta cómic
- The Phantom Gang (ilustrado por Kaoru Shintani)
- Go for break (2000, 3 volúmenes, ilustrado por Tsuyoshi Adachi)
- Sōten no Ken (de 2001 a 2010, 22 volúmenes, ilustrado por Tetsuo Hara)
- Rising Sun (2002, 3 volúmenes, ilustrado por Tokihiko Matsuura)
- Gokudo Girl (de 2003 a 2004, 5 volúmenes, ilustrado por Hara Hidenori)
- Lord (de 2004 a 2011, 22 volúmenes, ilustrado por Ryōichi Ikegami)
- Kokuto no Ken: Juuza Gaiden (2010, 2 volúmenes, ilustrado por Kakurai Missile)
- Full Swing (de 2010 a 2012, 5 volúmenes, ilustrado por Matsuse Daichi)
- Rokumonsen Rock (2013 - , ilustrado por Ryōichi Ikegami)